# Janów-Nikiszowiec
Janów-Nikiszowiec (tiếng Đức: Janow-Nickischschacht) là một quận của Katowice, có diện tích 8,65 km² và năm 2007 có 11.496 cư dân.

Khu vực này bao gồm cựu Janów và Nikiszowiec.

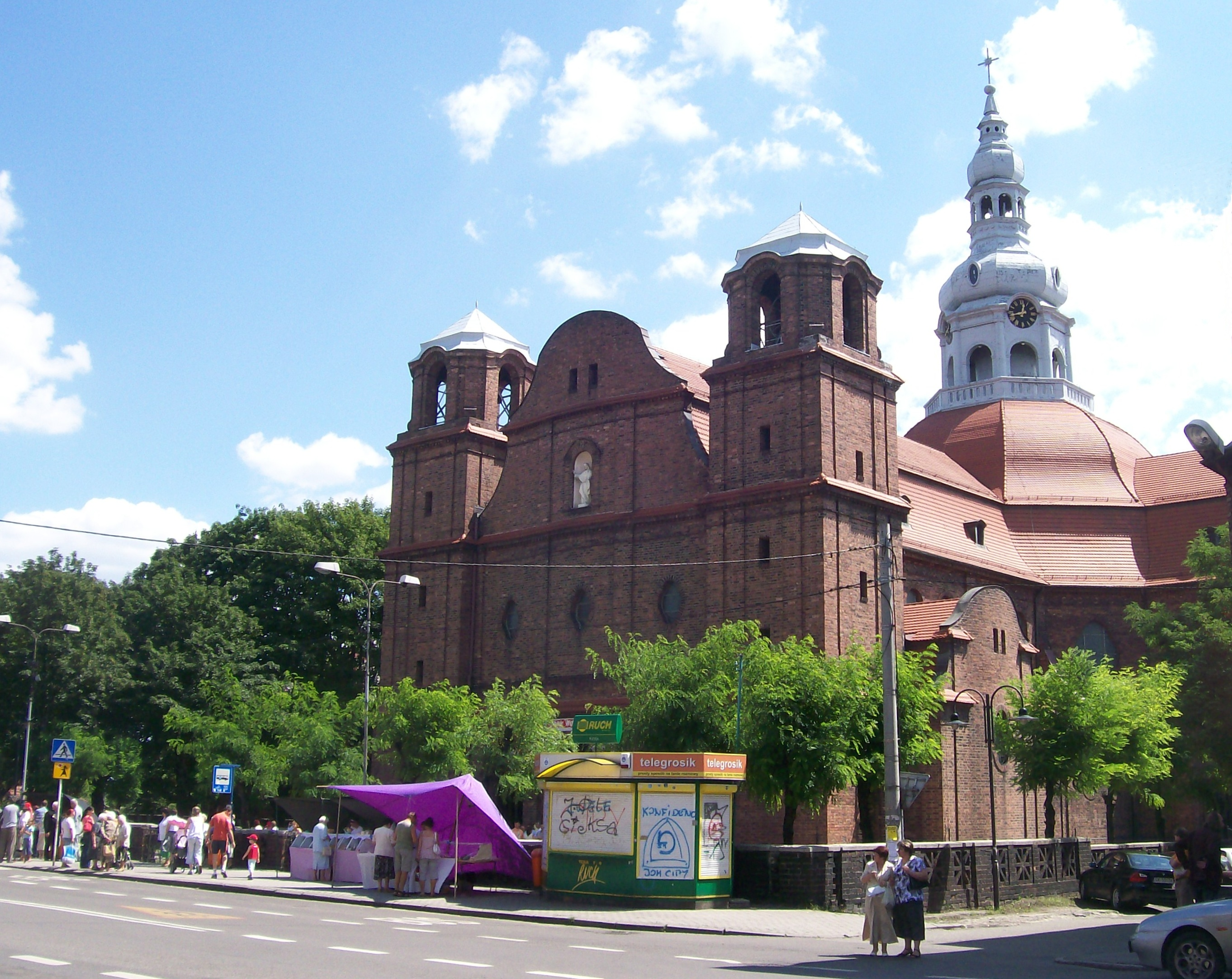
Nhà thờ Saint Anne ở Janów
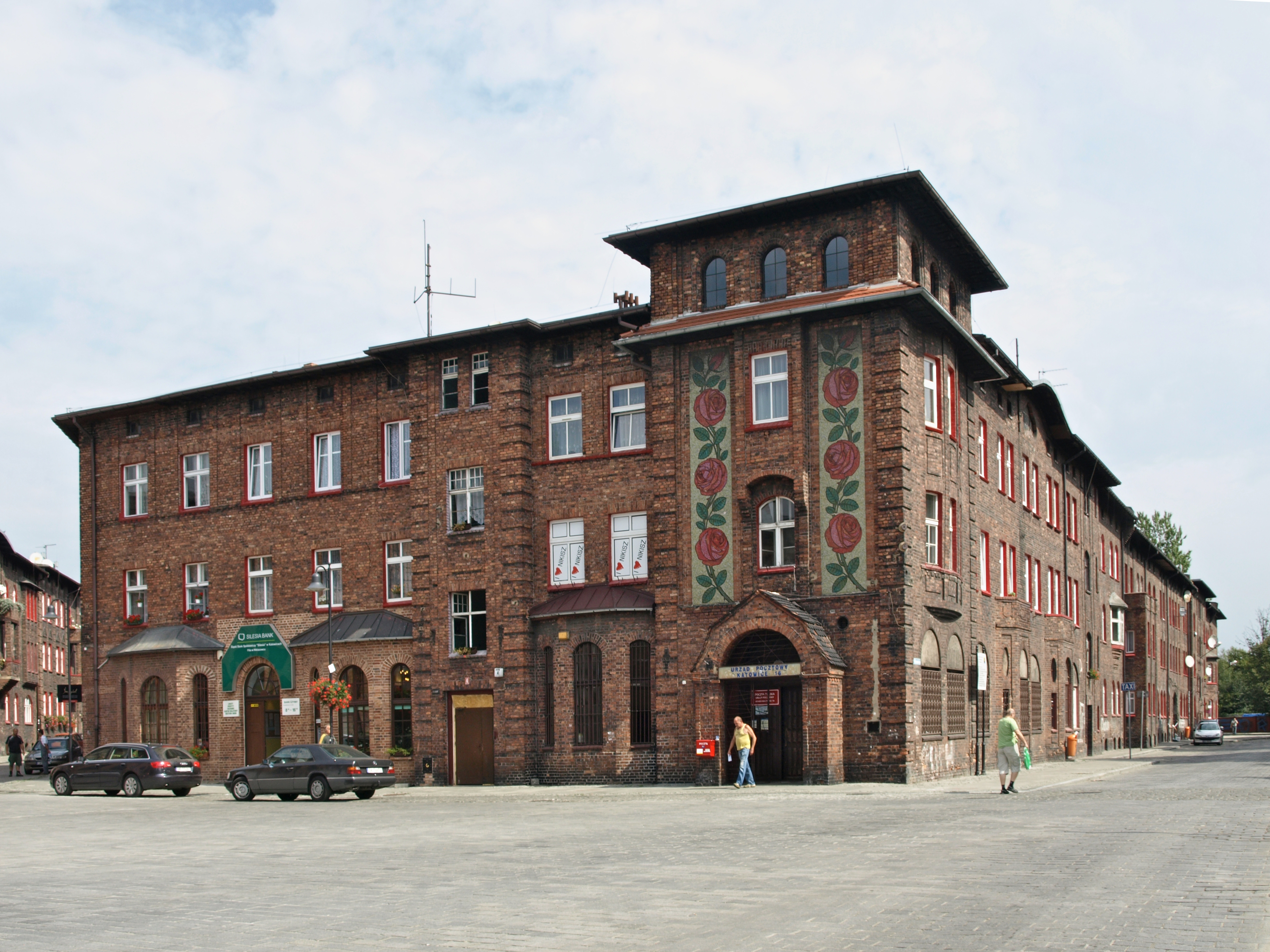
Bưu điện ở Nikiszowiec